# Wollaffen

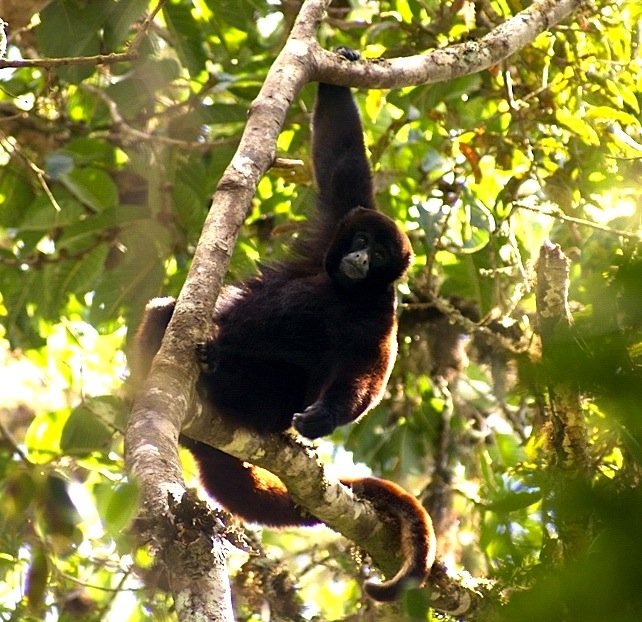
Gelbschwanz-Wollaffe (Lagothrix flavicauda)

Die Wollaffen (Lagothrix) sind eine Gattung aus der Primatenfamilie der Klammerschwanzaffen (Atelidae) innerhalb der Neuweltaffen. Es sind relativ große, mit dichtem, wolligem Fell bedeckte Tiere, die im nordwestlichen Südamerika leben.

## Beschreibung
Wollaffen sind relativ große Primaten mit wolligem Fell. Ihre Färbung ist variabel, meist dunkelbraun oder schwarzgrau, variiert jedoch nach Art und Verbreitungsgebiet. Der Kopf, die Hände und die Füße sind häufig dunkler als der übrige Körper. Der Kopf ist rund, das dunkle Gesicht ist haarlos, die Ohren sind relativ klein. Die Gliedmaßen sind lang und kräftig, der Schwanz, der länger als der Körper ist, ist als Greifschwanz entwickelt. Die Weibchen haben eine verlängerte, penisähnliche Klitoris. Wollaffen erreichen eine Kopfrumpflänge von rund 40 bis 65 Zentimetern, der Schwanz wird 53 bis 80 Zentimetern lang. Das Gewicht beträgt 5 bis 7 (Weibchen) bzw. 7 bis mehr als 10 Kilogramm (Männchen).

## Verbreitung und Lebensraum
Wollaffen bewohnen das nordwestliche Südamerika. Ihr Verbreitungsgebiet reicht von Kolumbien über das westliche Amazonasbecken bis nach Bolivien und das östliche Peru. Ihr Lebensraum sind Wälder, meist bewohnen sie tief gelegene Primärwälder. Im Gebirge kommen sie bis in eine Seehöhe von 3000 Metern vor.

## Lebensweise
Wollaffen sind tagaktive Baumbewohner, die meist im oberen Kronenbereich leben. Am Boden, wohin sie manchmal kommen, gehen sie mit den Hinterbeinen und strecken den Schwanz zur Balance nach hinten. In den Bäumen bewegen sie sich geschickt, aber bedächtiger als die anderen Klammerschwanzaffen. Sie benutzen meist alle vier Gliedmaßen zur Fortbewegung und springen selten. Allerdings sind sie häufig in den Ästen hängend zu sehen, wobei sie den Greifschwanz ebenso einsetzen wie die vier Gliedmaßen.
Wollaffen leben in Gruppen von 10 bis 70 (meist 20 bis 33) Tieren zusammen. Die Gruppen setzen sich oft aus mehreren Familienverbänden zusammen. Manchmal teilen sie sich zur Nahrungssuche auf, insgesamt ist der Zusammenhalt in der Gruppe aber relativ hoch. Sie bewohnen riesige Streifgebiete von 400 bis 1100 Hektar, die sich mit denen anderer Gruppen überlappen können. Generell reagieren sie aber auf gruppenfremde Tiere wenig aggressiv. Innerhalb der Gruppe pflegen die Tiere oft gegenseitig ihr Fell, wobei erwachsene Männchen an der Spitze dieser Hierarchie stehen. Man kann auch das Teilen von gefundener Nahrung beobachten. Die Tiere kommunizieren mit einer Reihe von Gesichtsausdrücken und Schreien. Diese Schreie können sehr laut sein und dienen vorwiegend dazu, vor Feinden zu warnen.

## Nahrung
Die Nahrung der Wollaffen besteht vorwiegend aus reifen Früchten (rund 70 %). Sind diese nicht verfügbar, nehmen sie auch Blätter, Samen und andere Pflanzenteile zu sich, manchmal auch Insekten und sogar kleine Wirbeltiere.

## Fortpflanzung
Jedes zweite Jahr bringt das Weibchen nach rund 225-tägiger Tragzeit ein Jungtier zur Welt. Diese klammern sich zunächst an den Bauch der Mutter, später auch an deren Rücken. Mit rund fünf Monaten beginnen sie, ihre Umgebung eigenständig zu erkunden werden jedoch noch gesäugt, bis sie rund ein Jahr alt sind. Mit vier bis sechs Jahren werden die Tiere geschlechtsreif. Das höchste bekannte Alter eines Wollaffen in Gefangenschaft betrug 24 Jahre.

## Interaktionen mit anderen Tieren
Wollaffen haben aufgrund ihrer Größe und da sie sich meist in hohen Baumkronen aufhalten, so gut wie keine natürlichen Feinde. Lediglich von großen Greifvögeln wird angenommen, dass sie einzelne Exemplare erbeuten. In mehreren Fällen wurden Wollaffen vergesellschaftet mit anderen südamerikanischen Primaten wie Klammeraffen, Brüllaffen, Zwergseidenäffchen, Tamarinen, Totenkopfaffen, Nachtaffen, Sakis oder Kapuzineraffen gesichtet.

## Systematik
Die Gattung Lagothrix wurde 1812 durch den französischen Zoologen Étienne Geoffroy Saint-Hilaire eingeführt. Die Wollaffen werden zur Familie der Klammerschwanzaffen gerechnet, die unter anderem durch einen Greifschwanz charakterisiert sind. Ihre nächsten Verwandten dürften die Spinnenaffen aus Südostbrasilien sein.
Es gibt zwei Arten:
- Der Wollaffe (Lagothrix lagotricha), der im westlichen Amazonasbecken und angrenzenden Gebieten weit verbreitet ist, und in fünf Unterarten unterteilt wird
  - Brauner Wollaffe (L. l. lagotricha)
  - Grauer Wollaffe (L. l. cana)
  - Kolumbianischer Wollaffe (L. l. lugens)
  - Silberner Wollaffe (L. l. poeppigii)
  - Peruanischer Wollaffe (L. l. tschudii)
- und der Gelbschwanz-Wollaffe (Lagothrix flavicauda), der in einem kleinen Gebiet im nördlichen Peru vorkommt.

Der Graue, der Kolumbianische und der Silberner Wollaffe wurden zeitweise als eigenständige Arten angesehen. Sie gelten heute aber wieder als Unterarten des (gewöhnlichen) Wollaffen, nachdem sich durch einen Vergleich der mitochondrialen DNA gezeigt hatte, dass die verschiedenen Unterarten des Wollaffen immer wieder miteinander hybridisierten.

## Gefährdung
Das Fleisch der Wollaffen gilt mancherorts als Delikatesse, deswegen werden sie gejagt. Gelegentlich werden junge Tiere gefangen, um sie zu Heimtieren zu machen, zu diesem Zweck wird meistens die Mutter getötet. Aufgrund der Tatsache, dass sie sich nur langsam vermehren und einen relativ ungestörten Lebensraum benötigen, sind sie in einigen Regionen selten geworden. Die IUCN listet fünf Arten bzw. Unterarten als gefährdet oder bedroht, am prekärsten ist die Situation des Kolumbianischen Wollaffen und des Gelbschwanz-Wollaffen, die als „vom Aussterben bedroht“ gelten.